# Mārtiņš Sirmais
Mārtiņš Sirmais (* 15. červenec 1982, Madona) je lotyšský reprezentant v orientačním běhu. Jeho největším úspěchem jsou dvě stříbrné medaile z middlu, na mistrovství Evropy 2006 v estonském Otepää a na mistrovství Evropy 2008 v lotyšském Ventspils. V současnosti běhá za finský klub Turun Metsänkävjät a lotyšský Auseklis IK.

## Život
Narodil se 15. července 1982 v lotyšském městě Madona. Povoláním je sportovní lékař.

## Sportovní kariéra
Jeho trenérem je Edgars Bernāns. Na svém kontě má medaile z mistrovství Evropy i ze světového poháru.
Na mezinárodních soutěžích se objevil poprvé v roce 2001 v Tampere a 2002 v Sümegu. Úspěšně se účastnil evropského poháru 2006 a 2008 v Estonsku a Lotyšsku. V Otepää se v roce 2006 umístil na druhém místě za Francouzem Thierrym Gueorgiouem. V roce 2008 znovu získal druhé místo opět za Gueorgiouem.
V současnosti závodí za finský klub Turun Metsänkävijät sídlící v Turku. Jeho lotyšským působištěm je klub Auseklis IK.